# Jules Gaudin
Jules Gaudin (Saint-Brieuc, 9 maggio 2000) è un calciatore francese, difensore del Paris FC.

## Caratteristiche tecniche
Di ruolo terzino sinistro, può giocare anche sulla linea dei centrocampisti.

## Carriera

### Club
Gaudin è cresciuto nel settore giovanile del Guingamp, con cui ha debuttato il 1º maggio 2021 nei minuti finali dell'incontro di Ligue 2 vinto 3-0 contro l'Amiens. Il 4 giugno seguente ha firmato il suo primo contratto professionistico.
Il 4 dicembre 2021 è stato ceduto in prestito al Bastia-Borgo per la seconda parte di stagione. Rientrato al Guingamp, il 30 luglio 2022 ha segnato i suoi primi gol in carriera realizzando una doppietta nel successo per 4-0 sul Pau.
Rimasto svincolato a fine stagione, il 9 giugno 2023 ha firmato un triennale con il Paris FC.

### Nazionale
Ha giocato con le nazionali giovanili francesi Under-16 ed Under-17.

## Statistiche

### Presenze e reti nei club
Statistiche aggiornate al 24 dicembre 2024.
| Stagione          | Squadra           | Campionato        | Campionato | Campionato | Coppe nazionali | Coppe nazionali | Coppe nazionali | Coppe continentali | Coppe continentali | Coppe continentali | Altre coppe | Altre coppe | Altre coppe | Totale | Totale |
| Stagione          | Squadra           | Comp              | Pres       | Reti       | Comp            | Pres            | Reti            | Comp               | Pres               | Reti               | Comp        | Pres        | Reti        | Pres   | Reti   |
| ----------------- | ----------------- | ----------------- | ---------- | ---------- | --------------- | --------------- | --------------- | ------------------ | ------------------ | ------------------ | ----------- | ----------- | ----------- | ------ | ------ |
| 2017-2018         | Guingamp 2        | N3                | 2          | 0          | -               | -               | -               | -                  | -                  | -                  | -           | -           | -           | 2      | 0      |
| 2018-2019         | Guingamp 2        | N3                | 1          | 0          | -               | -               | -               | -                  | -                  | -                  | -           | -           | -           | 1      | 0      |
| 2019-2020         | Guingamp 2        | N2                | 7          | 0          | -               | -               | -               | -                  | -                  | -                  | -           | -           | -           | 7      | 0      |
| 2020-2021         | Guingamp 2        | N2                | 6          | 0          | -               | -               | -               | -                  | -                  | -                  | -           | -           | -           | 6      | 0      |
| 2021-2022         | Guingamp 2        | N2                | 6          | 0          | -               | -               | -               | -                  | -                  | -                  | -           | -           | -           | 6      | 0      |
| 2020-2021         | Guingamp          | L2                | 1          | 0          | CF              | 0               | 0               | -                  | -                  | -                  | -           | -           | -           | 1      | 0      |
| gen.-giu. 2022    | Bastia-Borgo      | N                 | 11         | 0          | CF              | 0               | 0               | -                  | -                  | -                  | -           | -           | -           | 11     | 0      |
| 2022-2023         | Guingamp 2        | N2                | 1          | 0          | -               | -               | -               | -                  | -                  | -                  | -           | -           | -           | 1      | 0      |
| Totale Guingamp 2 | Totale Guingamp 2 | Totale Guingamp 2 | 23         | 0          |                 | -               | -               |                    | -                  | -                  |             | -           | -           | 23     | 0      |
| 2022-2023         | Guingamp          | L2                | 29         | 2          | CF              | 2               | 0               | -                  | -                  | -                  | -           | -           | -           | 31     | 2      |
| Totale Guingamp   | Totale Guingamp   | Totale Guingamp   | 30         | 2          |                 | 2               | 0               |                    | -                  | -                  |             | -           | -           | 32     | 2      |
| 2023-2024         | Paris FC          | L2                | 37         | 1          | CF              | 4               | 0               | -                  | -                  | -                  | -           | -           | -           | 41     | 1      |
| 2024-2025         | Paris FC          | L2                | 15         | 0          | CF              | 1               | 0               | -                  | -                  | -                  | -           | -           | -           | 16     | 0      |
| Totale Paris FC   | Totale Paris FC   | Totale Paris FC   | 52         | 1          |                 | 5               | 0               |                    | -                  | -                  |             | -           | -           | 57     | 1      |
| Totale carriera   | Totale carriera   | Totale carriera   | 116        | 3          |                 | 7               | 0               |                    | -                  | -                  |             | -           | -           | 123    | 3      |

## Palmarès

### Club

#### Competizioni nazionali
- Championnat National 3: 1

Guingamp 2: 2018-2019 (girone K)